# John Scott Keltie
Sir John Scott Keltie, né le 29 mars 1840 à Dundee et mort le 12 janvier 1927 à Londres, est un géographe écossais, notamment connu pour son travail avec la Royal Geographical Society.